# Ecliptopera zaes
Ecliptopera zaes är en fjärilsart som beskrevs av Louis Beethoven Prout 1932. Ecliptopera zaes ingår i släktet Ecliptopera och familjen mätare. Inga underarter finns listade i Catalogue of Life.